# Dominique Rolland
Pour les articles homonymes, voir Rolland.
Dominique Rolland, née le 23 octobre 1947, est une ethnologue et écrivain française.

## Biographie
Dominique Rolland a un doctorat en anthropologie de l'EHESS. Après une thèse d'anthropologie sur les Antemoro de Madagascar, elle a orienté ses recherches sur les questions de métissage et des identités plurielles dans le contexte colonial et post-colonial, notamment en Indochine. Ces recherches ont donné lieu à plusieurs ouvrages et articles, ainsi qu'un spectacle, La Tonkinoise de l'île de Groix, qu'elle anime avec le dessinateur de BD Clément Baloup et le musicien Trần Quang Hải.
Elle est maître de conférences à l'Institut national des langues et civilisations orientales, directrice de la filière Communication et Formation Interculturelles. Elle intervient au sein des filières français langue étrangère (FLE) et communication et formation interculturelles (CFI).
Elle est une des porteuses du projet interuniversitaire Enseigner l’écrit à des publics faiblement ou non lettrés : Bilan critique des formations, mutualisation, ouvertures vers le terrain.
Elle  a longtemps régulièrement collaboré au magazine bimestriel Le Français dans le monde, notamment à son supplément Francophonies du Sud (autrefois Diagonales), et à la revue Recherches et applications de la FIPF. Elle fait partie du comité de rédaction de la revue L'Autre-cliniques transculturelles. Cette expérience en FLE/FLS, a été acquise au cours de trois années (1981/83) passées au sein du Centre d'Etudes Linguistiques theoriques et Appliquées (CELTA) de Kinshasa (RDC)